# Die Discounter

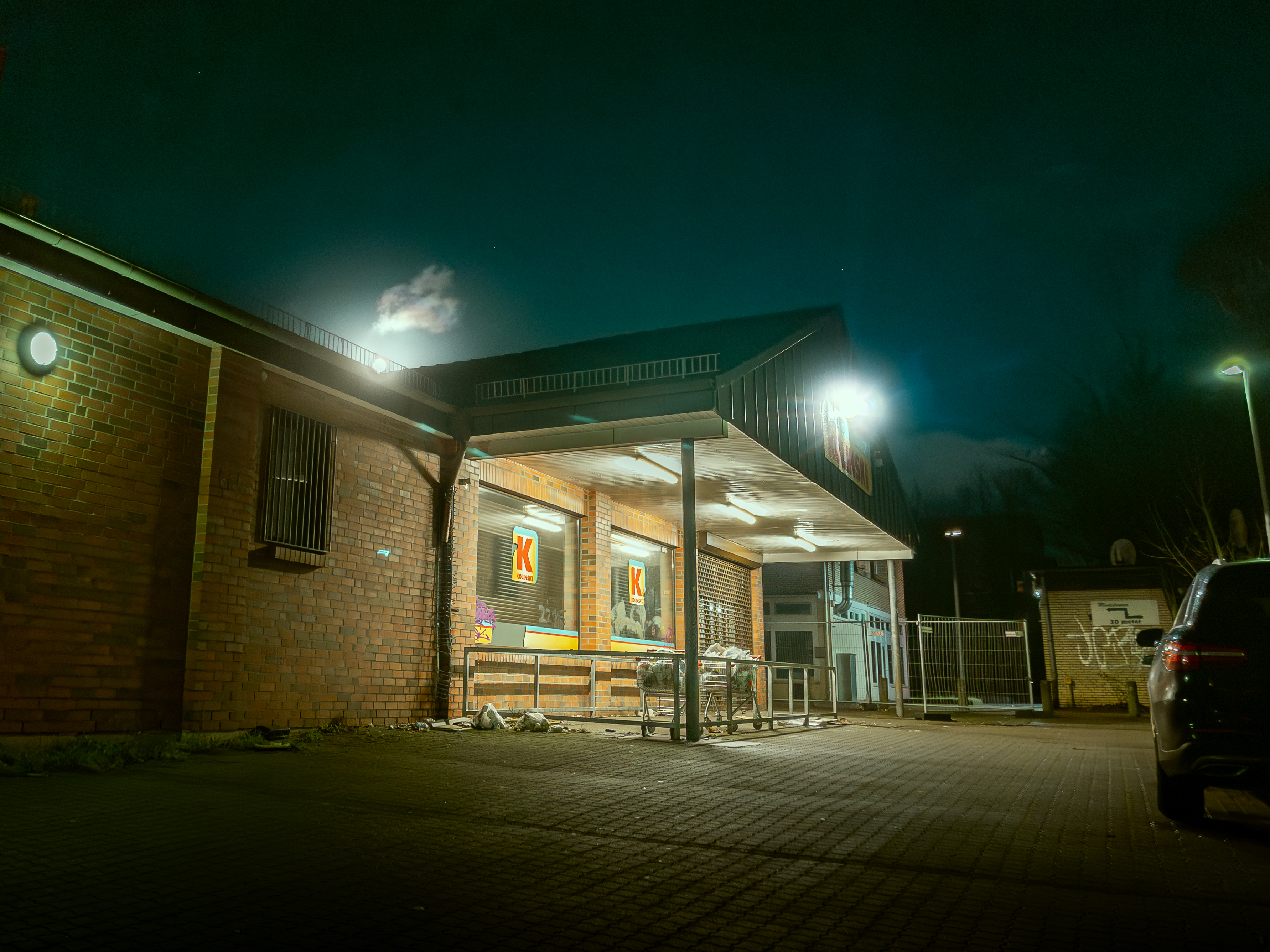
Der fiktive Discounter „Feinkost Kolinski“

Die Discounter ist eine deutsche Mockumentary-Fernsehserie, die von Pyjama Pictures, der Produktionsgesellschaft von Christian Ulmen und Carsten Kelber, produziert wurde. Entwickelt, geschrieben und Regie führten die Zwillingsbrüder Emil und Oskar Belton sowie Bruno Alexander. Die Serie wurde am 17. Dezember 2021 in das Programm von Prime Video aufgenommen. Das Format basiert auf der niederländischen Fernsehserie Vakkenvullers. Ebenso existieren inhaltliche Parallelen zur US-Sitcom Superstore sowie formale Parallelen zu den Mockumentaries Stromberg und The Office.

## Handlung
Zentrum der Handlung ist der fiktive Discounter „Feinkost Kolinski“, ein kleiner Supermarkt in Hamburg-Altona (Staffel 1 und 2), später in Hamburg-Billstedt (ab Staffel 3). Der Arbeitsalltag des Filialleiters Thorsten, der stellvertretenden Filialleiterin Pina, der Mitarbeiter Titus, Peter, Flora, Lia, Samy, Wilhelm und Frau Jensen sowie des Ladendetektivs Jonas werden im Rahmen eines Dokumentarfilms gefilmt. Dazu werden diverse Interviews zwischengeschnitten.
Leitmotive der Serie sind die chronisch schlechte Bilanz der Filiale, der Konkurrenzkampf der drei Hamburger Filialen, welcher häufig auch mit unsauberen Mitteln geführt wird, sowie Thorstens angespanntes Verhältnis zu seiner Vorgesetzten. Neben Billstedt existieren noch weitere Filialen in Eimsbüttel und Eppendorf. Die ersten beiden Staffeln spielen noch in der Filiale Altona. Am Ende der 2. Staffel wird Filialleiter Thorsten Kruse mit der gesamten Mannschaft in die Filiale Billstedt strafversetzt. Obwohl fast alle Mitarbeiter ihre Arbeit kaum ernst nehmen und wenig Verantwortungsbewusstsein zeigen (bspw. wird häufig die mangelhafte Hygiene des Marktes gezeigt), zeigen sie gruppenintern dennoch ein großes Zusammengehörigkeitsgefühl.
Zu Beginn der ersten Staffel hat Thorsten 15.000 Euro für Überwachungskameras unterschlagen, um die Kasse des nicht gerade gut laufenden Discounters aufzufüllen. Da ein reger Konkurrenzkampf zwischen den Filialen des Discounters geführt wird, scheint dies Thorsten zum Verhängnis zu werden. Die Handlung der ersten Staffel erstreckt sich bis zum Betriebsfest. Die letzte Folge ist ein Making-of, in dem alle Darsteller sowie die Regisseure zu Wort kommen.

## Besetzung

### Hauptdarsteller

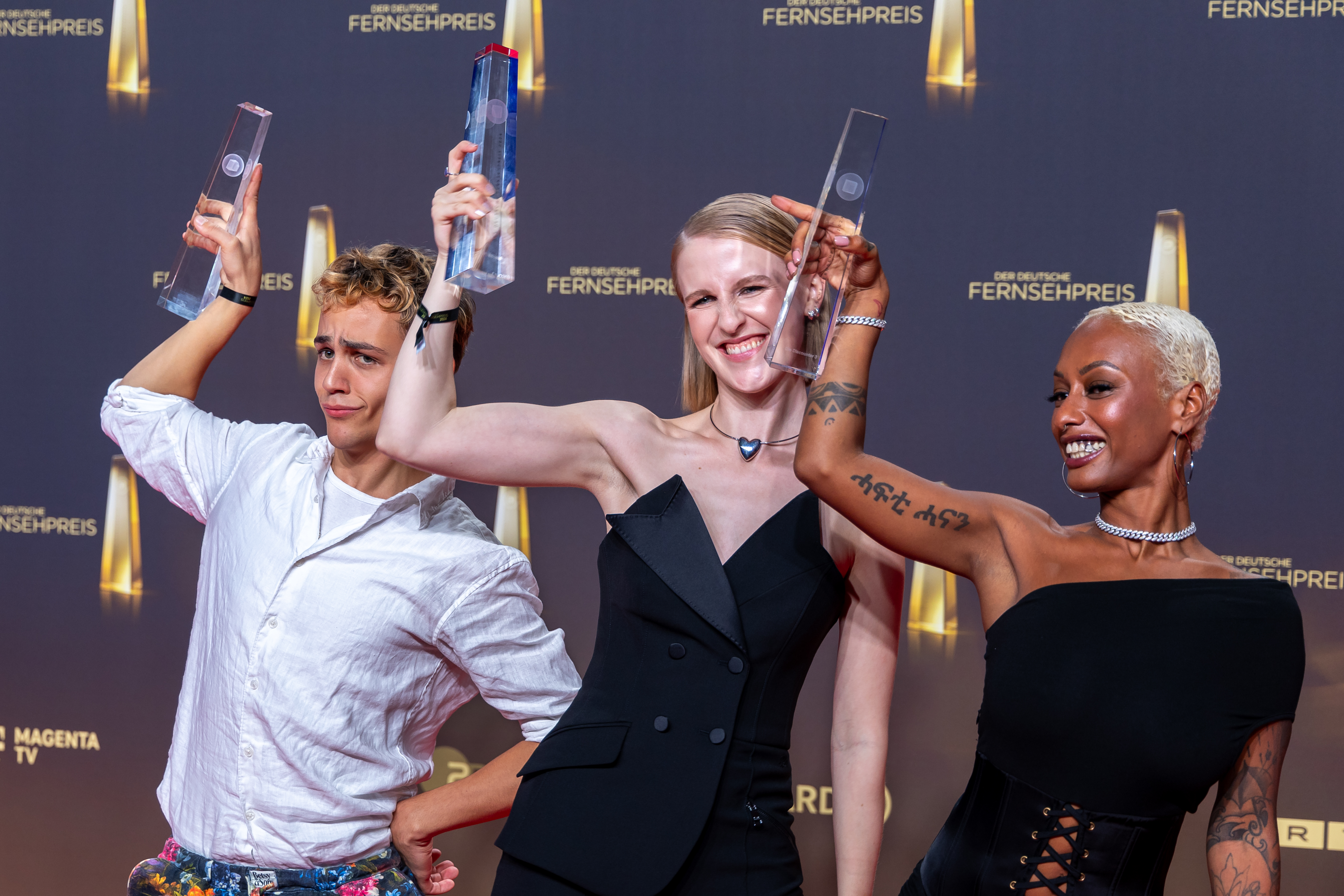
David Ali Rashed, Klara Lange und Nura Habib Omer mit dem Deutschen Fernsehpreis 2024 für Die Discounter

- Marc Hosemann als Thorsten Kruse ist ein egozentrischer Chef, der alles tut, um besser dazustehen als seine Konkurrenz. Aufgewachsen im Stadtteil Mümmelmannsberg behauptet er mehrfach, BWL „auf der Straße“ gelernt zu haben, was im starken Kontrast zu seiner mehr als schlecht laufenden Filiale steht. Er führt den Laden in einem autoritären Stil; in der zweiten Staffel stellt sich heraus, dass er seine Mitarbeiter unterbezahlt und diverse andere arbeitsrechtliche Gesetze verletzt. Der Erfolg seines autoritären Leitungsstils ist gemischt: Die meisten Mitarbeiter nehmen ihn nur bedingt ernst, gleichzeitig zeigt sich Thorsten aber auch als fähiger Motivator – allerdings nur dann, wenn es darum geht, die betriebsinterne Konkurrenz auszustechen oder Änderungen an seinem Führungsstil zu vermeiden.
- Bruno Alexander als Titus Paulsen ist der Neue im Team. Er hat es zunächst schwer, sich einzuleben, da er eher still ist, fungiert so allerdings für das Publikum als Protagonist, der das Handeln der anderen Mitarbeiter kommentiert. Im Laufe der Serie verliebt er sich in Lia, allerdings verhindern verschiedene Umstände stets in unpassenden Situationen, dass die beiden sich näher kommen.
- Merlin Sandmeyer als Jonas ist der Sicherheitschef des Ladens. Er ist etwas schüchtern, sehr verletzlich und kann sich kaum durchsetzen. In der Serie wird mehrfach angedeutet, dass er noch nie einen Ladendieb erfolgreich gestellt hat. Er ist außerdem trockener Alkoholiker, der im Laufe der Handlung gelegentlich rückfällig wird. Seine Homosexualität kann er auf Grund seiner Schüchternheit nur schwer ausleben. In Staffel 2 offenbart sich seine mathematische Inselbegabung.
- Ludger Bökelmann als Peter ist eine Art Halbstarker, der sehr von sich überzeugt ist und dabei teilweise andere verletzt – beispielsweise Pina, die mit ihm ihr erstes Mal verbringt. Im Verlauf der Serie zeigt sich jedoch, dass Peter mit diesem Auftreten eine sehr viel verletzlichere Seite kaschiert.
- Klara Lange als Pina Kaiser ist stellvertretende Filialleiterin. Sie ist die einzige Mitarbeiterin in Thorstens Filiale, die ihren Job gewissenhaft und kompetent ausübt. Die Geschäftsführung erwägt deshalb in mehreren Folgen, Thorsten zu feuern und Pina zur Filialleiterin zu befördern, was Thorsten allerdings stets zu verhindern weiß. Mit ihren – durchaus durchdachten – Ideen, die Bilanzen der Filiale zu verbessern, scheitert sie fast immer an Thorstens Desinteresse. Pina tritt eher zurückhaltend und schüchtern auf und verkörpert in vielerlei Hinsicht das Klischee eines Mauerblümchens. Gleichzeitig hat sie im Verlauf der Serie (für alle anderen Charaktere oft unerwartete) Geschlechtspartner und offenbart verschiedene unerwartete Talente.
- Marie Bloching als Lia ist eher gelangweilt. An der Kasse arbeitet sie häufig mit Nackenkissen, da sie gelegentlich dort einschläft. Ihre größte Sorge ist, dass ihre nur kurzfristig angepeilte Tätigkeit im Supermarkt sich als langfristige Sackgasse entpuppt. Sie hat Interesse an Titus, dieses wird dem Zuschauer allerdings erst später eindeutig offenbart, als es umgekehrt bei Titus der Fall ist.
- Nura Habib Omer als Flora würde gerne Rapperin werden. Sie tritt sehr selbstbewusst und mit großer Schnauze auf.
- David Ali Rashed als Samy/450er ist 450er mit Leib und Seele. Er ist cool und etwas hängengeblieben.
- Doris Kunstmann als Frau Jensen ist wie Wilhelm ein Urgestein des Ladens. Ihre jüngeren Mitarbeiter suchen sie häufig aufgrund ihrer verschiedenen Lebensweisheiten auf.
- Wolfgang Michael als Wilhelm arbeitet schon ewig als Hausmeister. Seit er seine Frau verloren hat, hat er sich dem Kerzenziehen verschrieben und versucht seine selbstgemachten Kerzen im Supermarkt zu verkaufen. Er lebte einige Zeit mit dem Einverständnis von Thorsten auf dem Dachboden der Filiale, da Thorsten nicht wollte, dass er weiterhin im Obdachlosenheim schläft. Außerdem durfte er sich an den abgelaufenen Lebensmitteln bedienen. Sein Schlafplatz wird in Staffel 2 schließlich vom Gesundheitsamt im Rahmen einer Routineüberprüfung entdeckt und Wilhelm musste daraufhin wieder in das Obdachlosenheim ziehen. In mehreren Folgen wird klar, dass Wilhelm Schwierigkeiten hat, bei Alkohol sein Limit zu kennen, und so trinkt er sich regelmäßig bis zur Besinnungslosigkeit.

### Nebendarsteller
- Alexander Merbeth als Claude, ein Obdachloser, der vor dem Supermarkt lebt.
- Lo Rivera als Beyza, rechte Hand von Frau Kolinski und in Staffel 1 heimlicher Schwarm von Thorsten. Sie steht allerdings auf Pina.
- Catrin Striebeck als Sabine Kolinski, Chefin der Kolinski-Märkte. Sie tritt ähnlich autoritär auf wie Thorsten und lässt alle drei Filialleiter von Kolinski – darunter ihren Mann (s. u.) – dies auch spüren. Während zum Anfang der Serie die Filiale in Eimsbüttel von einer Frau (Britta) geleitet wird, feuert Sabine Kolinski diese, da laut ihrer Aussage ein Mann wesentlich leichter zu unterdrücken ist als eine Frau. Das Verhältnis zu Thorsten ist extrem angespannt und sie versucht öfter, ihn zu feuern. Gleichzeitig haben sie in der Serie bei einer Gelegenheit eine sexuelle Affäre, was wiederum die Konkurrenz der einzelnen Kolinski-Filialen nicht gerade schmälert.
- Samirah Breuer als Kimi, Freundin von Samy. Sie arbeitet zu Beginn bei Kolinski Eimsbüttel.
- Emil Belton als Henry, Bruder von Pelle und arbeitet bei Kolinski Eimsbüttel.
- Oskar Belton als Pelle, Bruder von Henry und arbeitet bei Kolinski Eimsbüttel.
- Lisa-Marie Koroll als Lisa, kurzzeitige Freundin von Titus. Titus beendet die Beziehung, als ihm klar wird, was er für Lia empfindet.
- Regine Hentschel als Judith, Jonas’ im Rollstuhl sitzende Mutter.
- Adam Bousdoukos als Georgios, Filialleiter von Kolinski Eimsbüttel.
- Fridolin Sandmeyer als Kalle, Jonas’ Freund und (wie sich später herausstellt) Bruder.
- Lisa Hagmeister als Susanne, Putzkraft, Peters Mutter und Thorstens Freundin.
- Oskar Bökelmann als Anton, Peters älterer Bruder.
- Eric Cordes als Kevo, Ladendetektiv und kurzzeitiger Ersatz für Jonas
- Hannah Schiller als Zoe, Anwohnerin und Freundin von Samy/450er.

### Gastdarsteller

#### Staffel 1
- Fahri Yardım als er selbst in Folge 1.[3]
- Buddy Ogün als Ladendieb in Folge 2.
- Peter Fox als er selbst in Folge 5 und 9.[3]
- Nina Petri als Britta, Filialleiterin in Folge 5.
- Christian Ulmen hat einen Cameoauftritt als verkleideter Kunde. (Folge 5)
- Christoph Glaubacker als Tobias, Trainer für gewaltfreie Kommunikation in Folge 8.
- Leon Blaschke als Felix in den Folgen 4 und 9 als Fußballer und Freund von Lia.
- Magnus Mariuson als Carlos, Liebhaber von Jonas in den Folgen 7 und 9.

#### Staffel 2
- Kida Khodr Ramadan als er selbst in Folge 1.[4]
- Frederick Lau als er selbst in Folge 1.[4]
- Mats Hummels als er selbst in den Folgen 4 und 5.[4]
- Caro Daur als sie selbst in Folge 5.
- Anna Böttcher als Frau Jakubi vom Gesundheitsamt in Folge 6.
- Ralph Herforth als Andreas, Kolinskis Lebenspartner und Filialleiter von Eppendorf, in den Folgen 6 und 8.
- Stephan Schad als Herr Lewicki, angestellt, um die Tagesbilanz zu steigern, in Folge 7.
- Paula Hartmann als Charly, nimmt bei den Sommerfestspielen teil und verkörpert eine Mitarbeiterin einer anderen Kolinski-Filiale.

#### Staffel 3
- Heinz Strunk als Filialleiter in Hamburg-Eppendorf in Folge 3.
- Martin Brambach und Luise Wolfram in Folge 4 als Mitarbeiter des Skidomes.
- Cem-Ali Gültekin als Dönerverkäufer in Folge 7.
- Celo & Abdi als sie selbst in Folge 7.

#### Staffel 4
- Anke Engelke als sie selbst in Folge 1.
- Claudia Obert als sie selbst in Folge 1.
- Gisa Flake als Frau Ukena, Sicherheitstrainerin in Folge 1.
- Axel Milberg als Ludwig, Filialleiter in Eppendorf in den Folgen 1 und 6.
- Milena Tscharntke als Lieschen, Mitarbeiterin in der Filiale Eppendorf und Titus’ kurzzeitige Freundin in den Folgen 1 bis 3 und 8.
- Johanna Götting, Elias Bachmann und Leon Seidel Mitarbeiter in der Filiale Eppendorf in Folgen 1 bis 3.
- Luisa Vohrer als Kundin Lou in Folge 2.
- Jonas Nay als Moritz, Polizist und Freund von Lia in den Folgen 3 und 5.
- Flari Meyer als Airsoft-Kind in Folge 3.
- Fahri Yardım als er selbst in Folge 4.
- Luisa Neubauer als sie selbst in Folge 4.
- Adam Bousdoukos als Georgios in Folge 6.
- Anja Herden als Frau Ötü, Dozentin des Fortbildungsseminars in Folge 6.
- Maximilian Janisch als er selbst in Folge 6.
- Jan Böhmermann als er selbst in Folge 7.
- Oliver Schulz als er selbst in Folge 7.
- Fabian Rommel als Herr Onur, Handelsvertreter für Zelte in Folge 8.

## Produktion
Regie führten die Zwillingsbrüder Emil und Oskar Belton sowie Bruno Alexander. Letzterer spielt als „Titus“ eine der Hauptrollen in der Serie, die Belton-Zwillinge haben kleinere Nebenrollen als Mitarbeiter der Eimsbütteler Kolinski-Filiale. Die beiden Produzenten Christian Ulmen und Carsten Kelber haben den dreien völlig freie Hand gegeben. Die ursprüngliche Idee stammt von der niederländischen Serie Vakkenvullers (deutsch: „Regalauffüller“). Die Handlung wurde an 23 Drehtagen überwiegend improvisiert. Das Handlungskonstrukt jeder Folge wurde von den Regisseuren vorgegeben, sämtliche daraus entstehenden Dialoge und Interaktionen der Darsteller wurden hingegen spontan vor der Kamera improvisiert. Gelegentlich werden besonders überspitzte Handlungen nur dem betreffenden Darsteller vorab mitgeteilt, sodass die überraschten Reaktionen der anderen Schauspieler authentisch gespielt werden.
Die ersten beiden Staffeln wurden in einer ehemaligen Aldi-Filiale in der Kieler Straße in Hamburg-Stellingen gedreht. Nachdem der ursprüngliche Drehort in eine Flüchtlingsunterkunft umgebaut wurde, wurden die dritte und die vierte Staffel in einem weiteren leerstehenden Aldi-Markt an der Gubener Straße in Hamburg-Jenfeld produziert.
Rapperin Nura spielt die Rolle der Flora. Ihr Song Niemals Stress mit Bullen läuft an zwei Stellen der Serie.

## Episoden
Die erste Staffel erschien am 17. Dezember 2021, die zweite Staffel am 11. November 2022 und die dritte Staffel am 22. November 2023 – jeweils bei Prime Video von Amazon. Die ersten sechs Folgen der vierten Staffel wurden am 27. November 2024, die restlichen vier Folgen am 23. Dezember 2024 bei Prime Video veröffentlicht. Insgesamt sind 40 Episoden erschienen (jeweils zehn je Staffel), wobei die letzte Folge in Staffel 1 als Making-of und ebenfalls die letzte Folge in Staffel 2 als Mockumentary-Making-of konzipiert ist.

## Rezeption
Verglichen wurde die Serie von der Kritik mit der Fernsehserie Stromberg, nicht nur auf Grund des Settings, sondern auch wegen der Figur des Filialleiters Thorsten. Die Serie wurde überwiegend positiv rezipiert.
Birgit Fuß schrieb für den Rolling Stone, „das meiste [sei] tatsächlich sehr lustig. Es [gäbe] ein bisschen zu viel Fäkalhumor und billige Pointen, doch was wirklich schade ist: Dass die Staffel mit einem Würgereiz endet – und zwar bei Folge neun, während in der zehnten dann nur noch ein Making-of gezeigt wird. Sympathisch, aber eben kein richtiges Finale – dramaturgisch eine kleine Enttäuschung“.
Aurelie von Blazekovic schrieb in der Süddeutschen Zeitung eher negativ: „Die Discounter ist trotzdem deutsche Comedy der guten Sorte. Aber weil die Serie sich stark an den internationalen Formaten anlehnt, muss sie sich an ihnen auch messen lassen, und da stinkt sie ab […] Leider misslingt genau das Liebenswürdige in Die Discounter an etwas zu vielen Stellen. Charaktere verhalten sich ganz plötzlich so abgrundtief fies, dass man nicht weiß, über was oder wen man gerade eigentlich lachen soll. Arschlöcher sind eben nur lustig, wenn sie in Wirklichkeit gar keine sind.“
Nina Pauer von Die Zeit schrieb: „Dem Trio Alexander/Belton ist mit […] Die Discounter gelungen, was einem im deutschen Fernseh- und Streamingraum wirklich selten begegnet: Frische. Und zwar keine, die vorher großartig inszeniert und angekündigt worden wäre, sondern echte, spontane.“
Jan Freitag bezeichnete im Tagesspiegel das Serienkonzept als „oft eher marktwirtschaftlich als soziokulturell grundiert. Trotzdem [seien] Die Discounter durchaus sehenswert. Zumindest für jene, die Stromberg nicht kennen.“

## Auszeichnungen
- 2022: Blauer Panther – TV & Streaming Award als beliebteste Serie[17]
- 2022: Mönchengladbacher Videopreise – Low Budget Production
- 2024: Deutscher Fernsehpreis für Beste Comedy-Serie